# ارنو غراند
ارنو غراند هو دراج سويسري، ولد في 28 أغسطس 1990 في مونترو في سويسرا.

## وصلات خارجية
- الموقع الرسمي
- ارنو غراند على موقع الاتحاد الدولي للدراجات (الإنجليزية)
- ارنو غراند على موقع أرشيف الدراجات (الإنجليزية)
- ارنو غراند على موقع إحصائيات الدراجات الإحترافية (الإنجليزية)
- ارنو غراند على موقع نسبة الدراجات (الإنجليزية)